# Verkoeverruimte

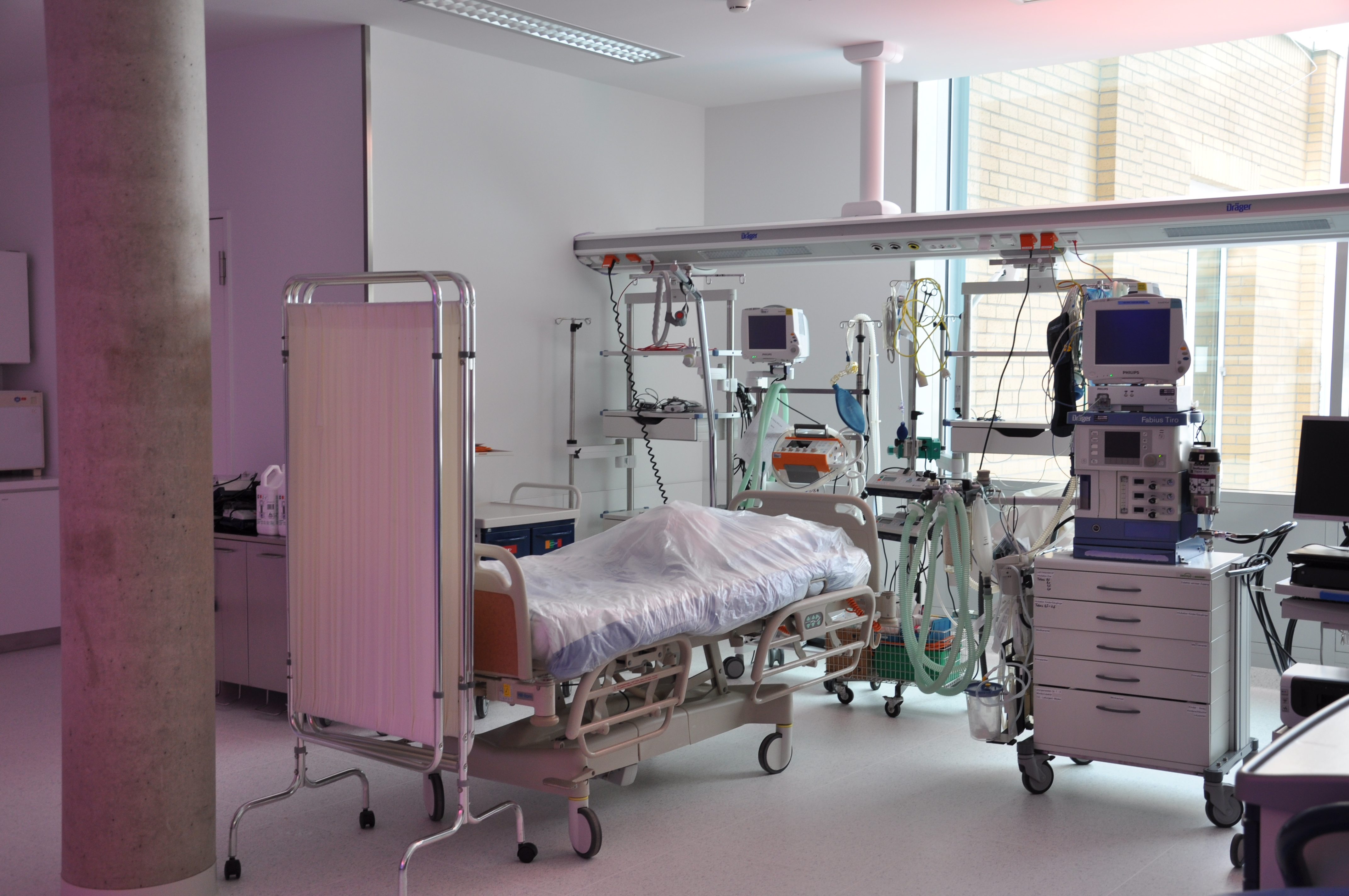
Bed in een verkoeverruimte in 2013 in een Duits ziekenhuis

Een verkoeverruimte (ook verkoeverkamer, uitslaapkamer, ontwaakkamer, Engels recovery) is een patiëntenruimte in een ziekenhuis waarin patiënten die net een operatie hebben ondergaan en een narcose of een andere vorm van anesthesie hebben gekregen, weer volledig tot bewustzijn kunnen komen en geobserveerd worden totdat hun vitale functies, zoals ademhaling en bloedcirculatie, als stabiel worden beoordeeld. Uit praktisch oogpunt bevindt de verkoeverruimte zich in de onmiddellijke nabijheid van de operatiekamer.
Een verkoeverkamer is uitgerust met geschikte bewakings- en therapieapparatuur, zoals een defibrillator. Sommigen van het verplegende personeel hebben een gespecialiseerde opleiding gehad tot anesthesieverpleger. Ook is een anesthesist aanwezig of op afroep beschikbaar om onmiddellijk te helpen bij complicaties.
Een centraal punt is de postoperatieve pijnbehandeling. Hiervoor zijn verschillende pijnstillers beschikbaar. De symptomen postoperatieve misselijkheid en braken die kunnen optreden als gevolg van pijnbestrijding en de gevolgen van anesthesie worden in de herstelkamer behandeld met geschikte medicatie (anti-emetica), evenals postoperatieve tremor.

## Etymologie
De term 'verkoeveren', zich herstellen, bestond al in de 14e eeuw in het Middelnederlands: 'vercoevereren', van het Oudfranse couvrer (Latijn: (re)cuperare  (vgl. recupereren)).